# Saint-Pierre (Italia)
Saint-Pierre  è un comune italiano sparso di 3 247 abitanti della Valle d'Aosta occidentale.

## Geografia fisica

### Territorio

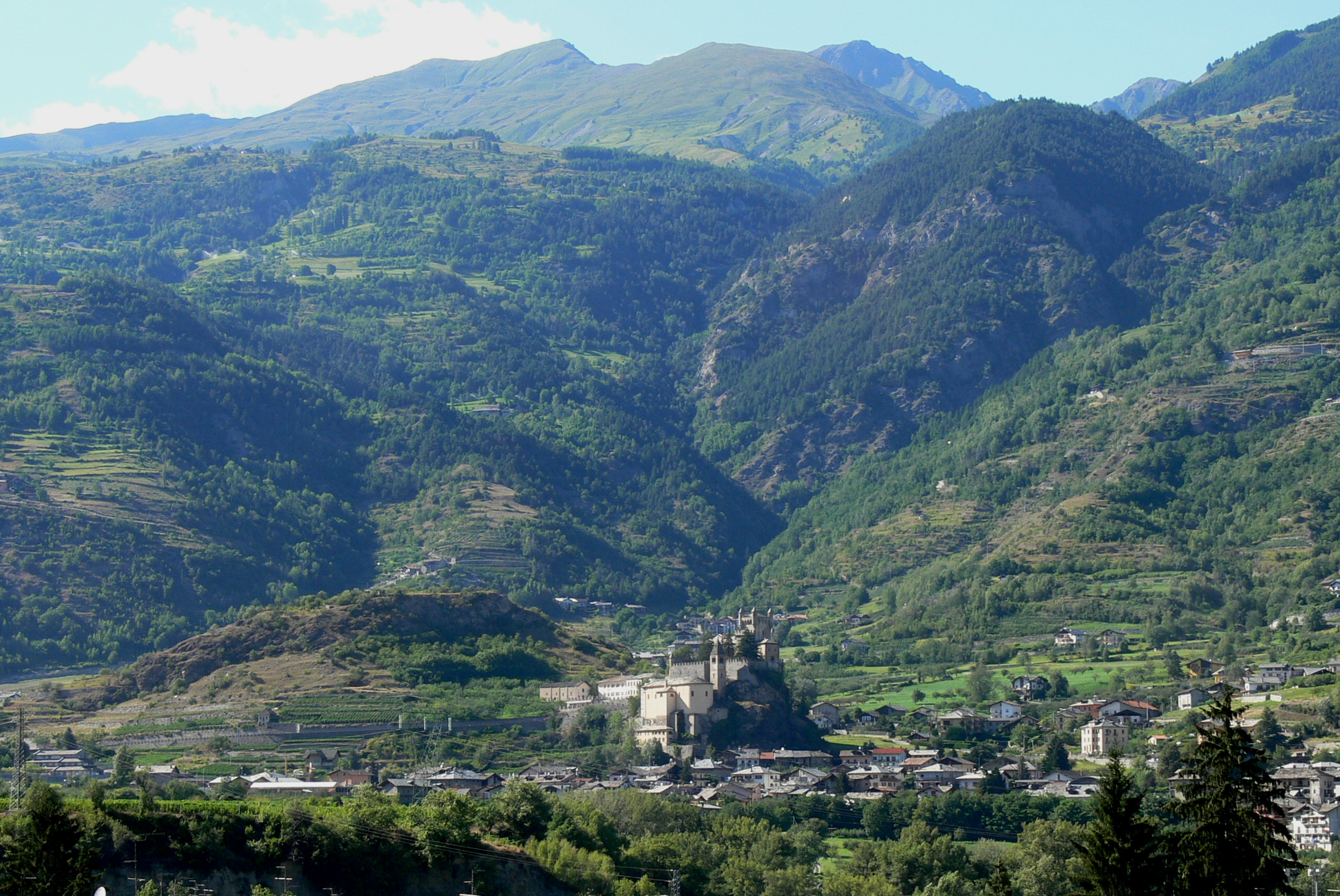
Panorama sui monti che circondano Saint-Pierre

Situato alla sinistra orografica della Dora Baltea, al confine dell'agglomerazione della Plaine di Aosta, all'adret rispetto a Aymavilles, è una delle zone più soleggiate della Valle d'Aosta.
- Classificazione sismica: zona 4 (sismicità molto bassa).[7]

## Storia

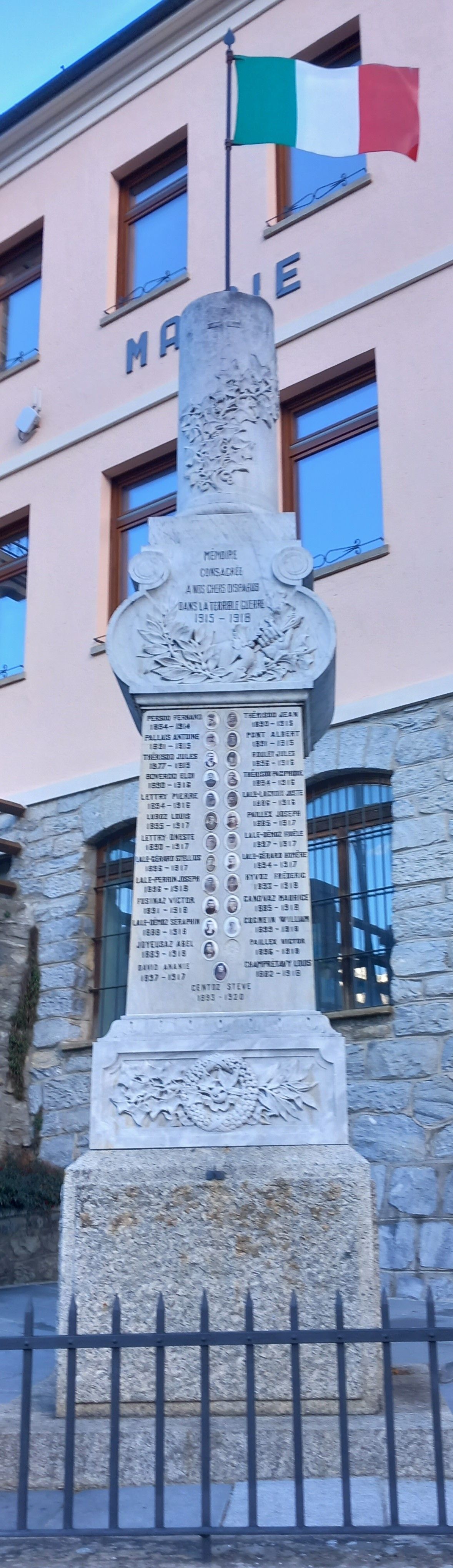
Monumento ai caduti della Prima guerra mondiale.

Alcuni gruppi abitativi ritrovati sulla collina di Châtelair risalenti al 3000 a.C. fanno di Saint-Pierre uno dei primi villaggi della Valle d'Aosta.
La presenza di due castelli sono l'inequivocabile memoria delle due nobili famiglie che governarono la località lungo il corso del Medioevo: quella dei Sancto Petro e quella dei Sarriod de la Tour.
Durante il periodo fascista i comuni di Saint-Pierre, Villeneuve, Saint-Nicolas, Aymavilles e Introd furono accorpati in un'unica amministrazione recante la denominazione di Villanova Baltea. Dopo la caduta del regime, i comuni furono ristabiliti.

### Simboli
Lo stemma e il gonfalone sono stati concessi con decreto del presidente della Repubblica dell'8 agosto 1994.
Lo stemma comunale riprende il blasone dela famiglia de Saint-Pierre, presente in Val d'Aosta dalla fine del XII secolo (d'argento, a due crocette patenti ordinate in palo, di rosso, accostate da due chiavi addossate dello stesso), variando soltanto il colore di una delle crocette da rosso a nero in modo da ottenere la bicromia presente nella bandiera della Regione.
Il gonfalone è un drappo partito di nero e di rosso.

## Monumenti e luoghi d'interesse

### Architetture militari
- Il castello di Saint-Pierre, vicino al villaggio Tâche, uno dei simboli della Valle d'Aosta e sede del Museo regionale di scienze naturali della Valle d'Aosta;
- Il castello Sarriod de la Tour, non lontano dal borgo, lungo la SS26 in direzione di Villeneuve.

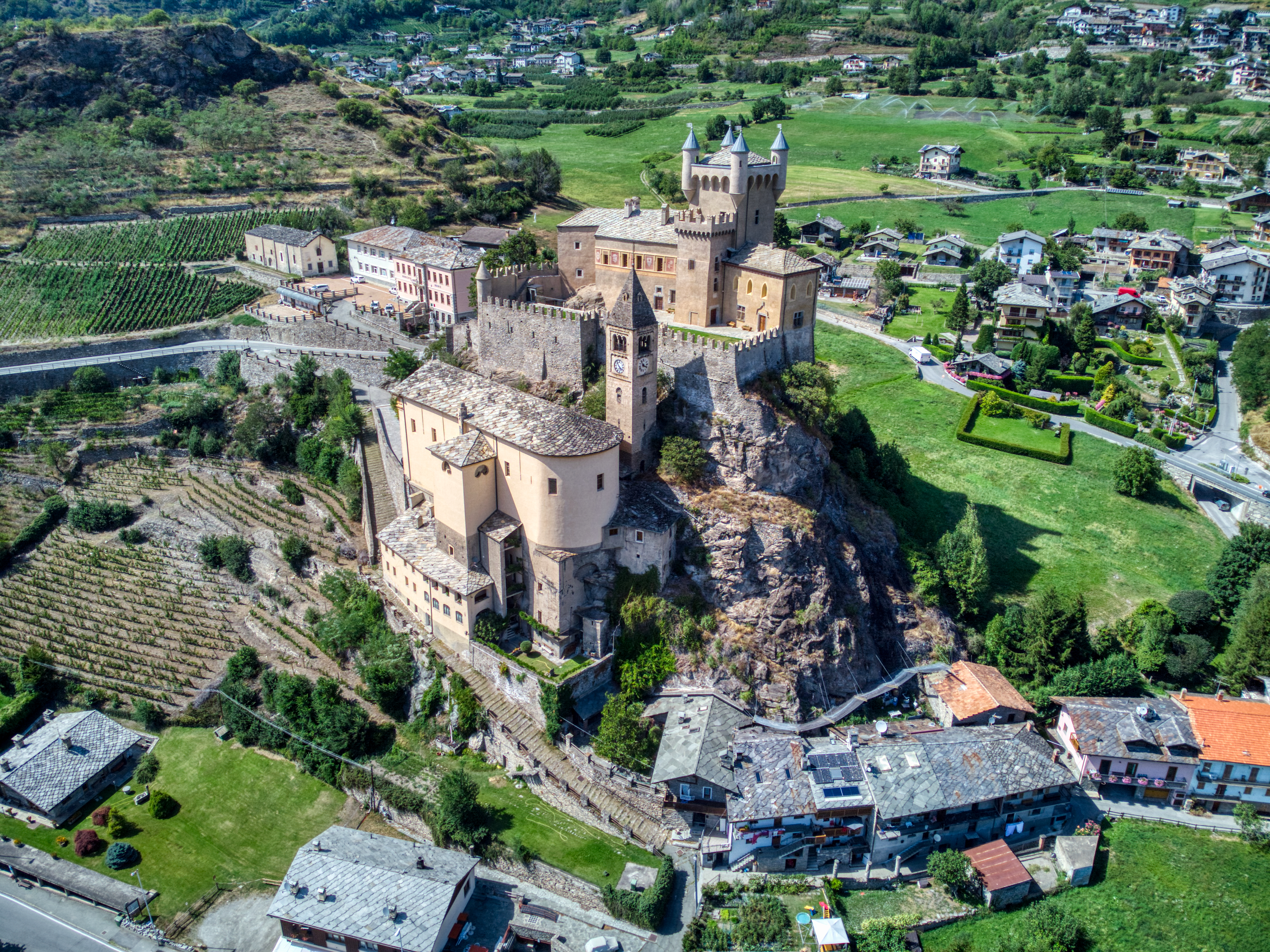
Il Castello di Saint-Pierre
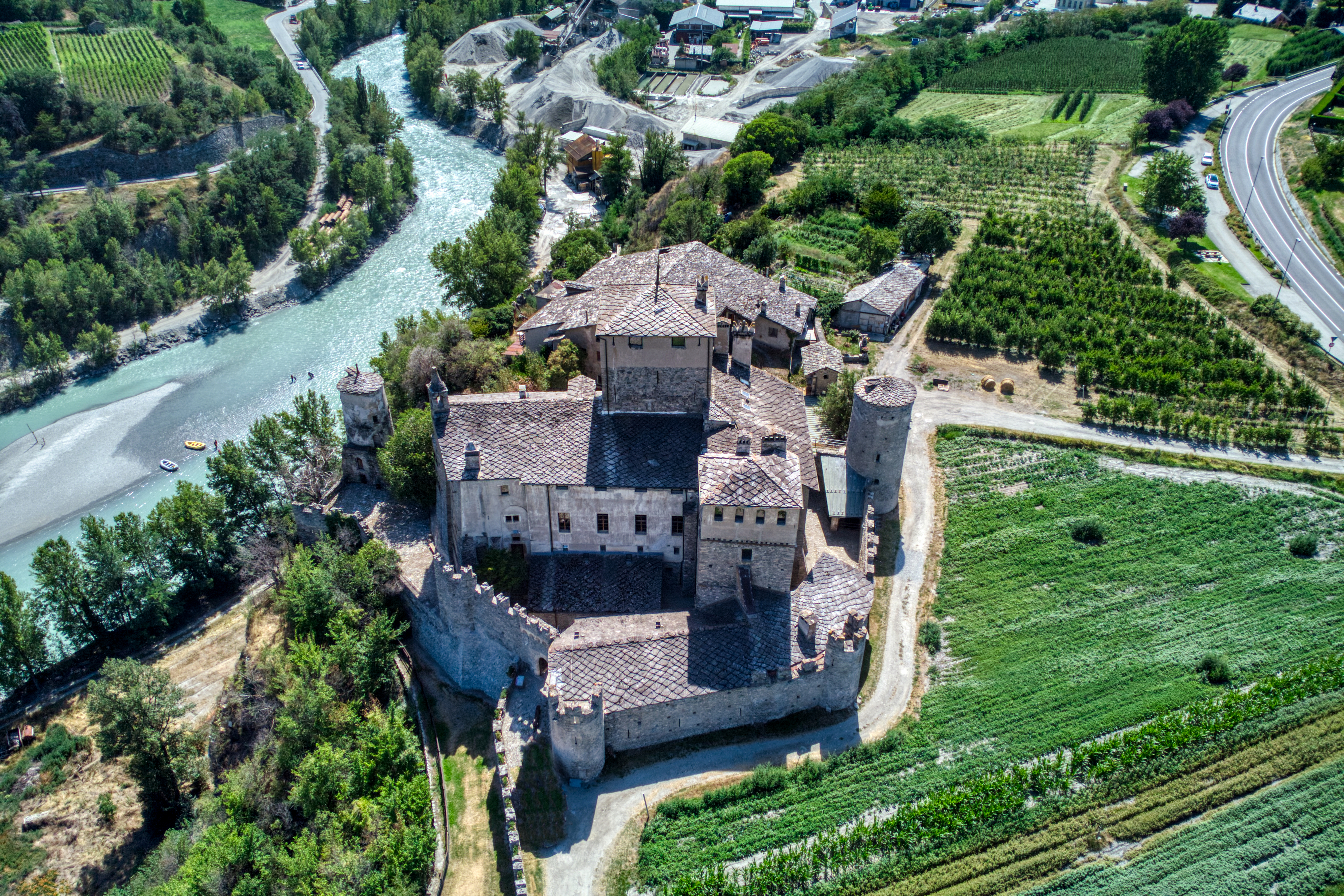
Il Castello Sarriod de la Tour

### Architetture religiose
- La chiesa parrocchiale dei Santi Pietro e Paolo
- Il complesso d'epoca del Priorato di Saint-Jacquême[11];
- La cappella di Rumiod del XVI secolo;
- La cappella di Vétan, precedente al XV secolo.

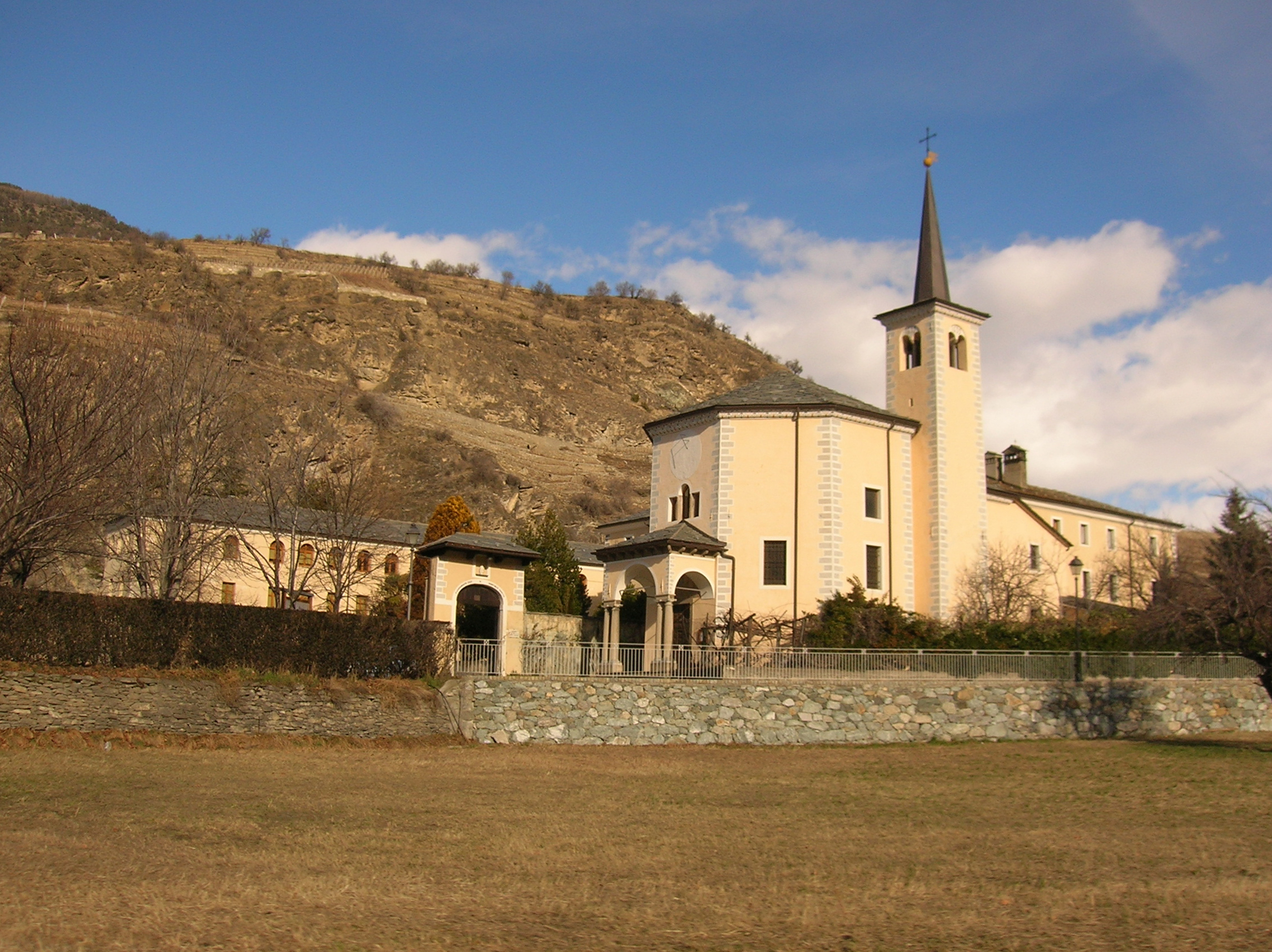
Il priorato di Saint-Jacquême
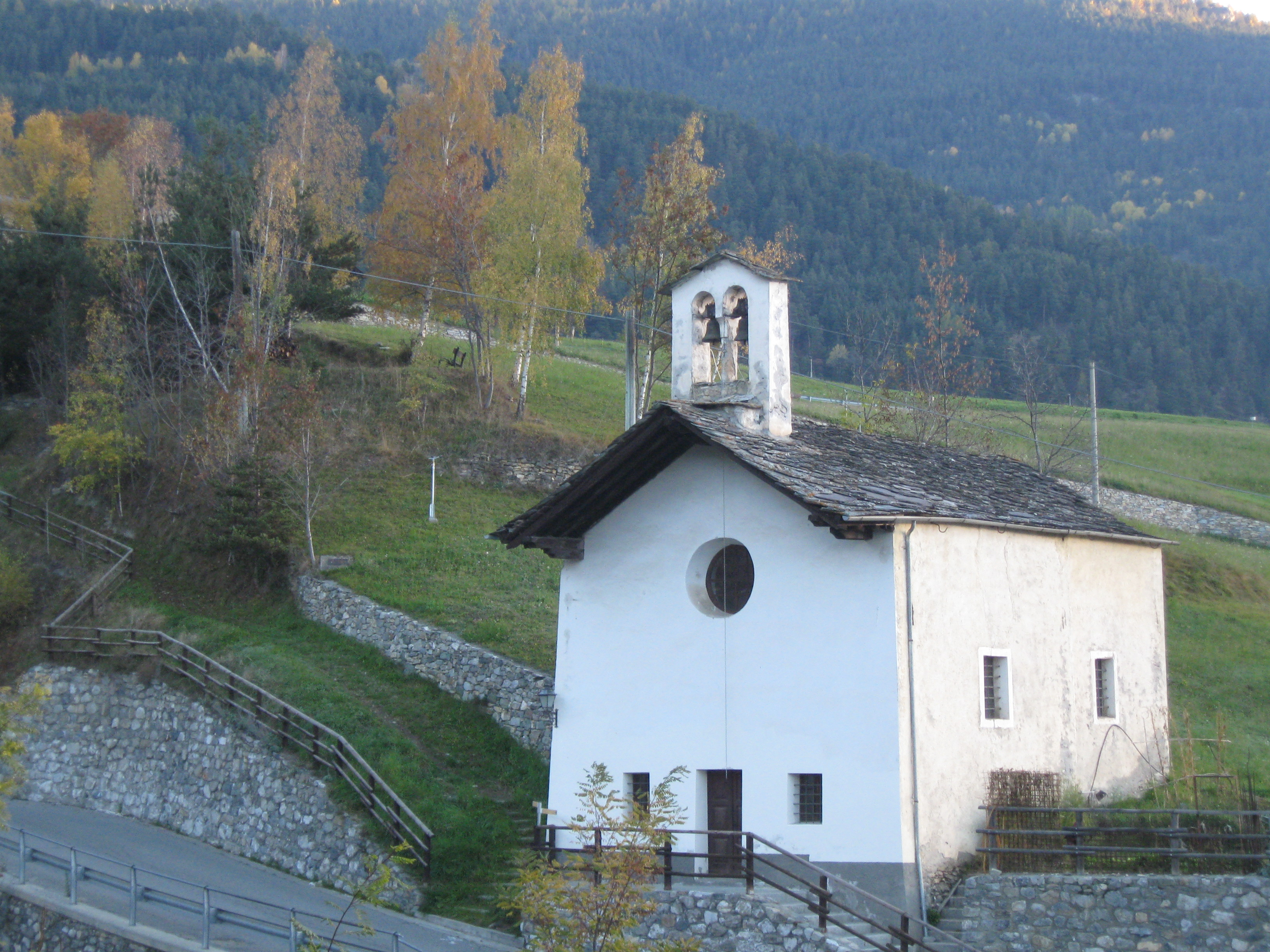
La cappella di Rumiod
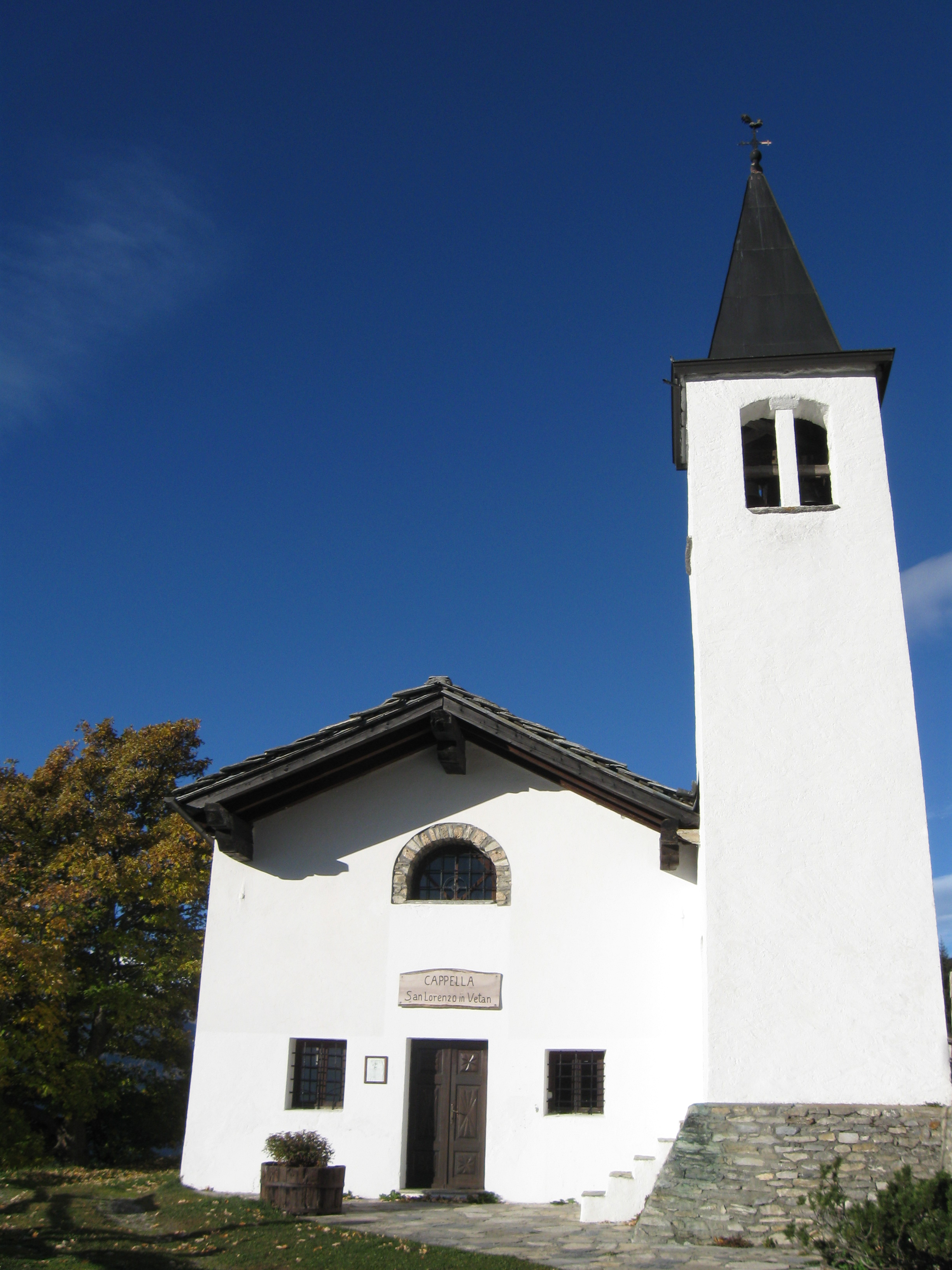
Cappella di Vétan
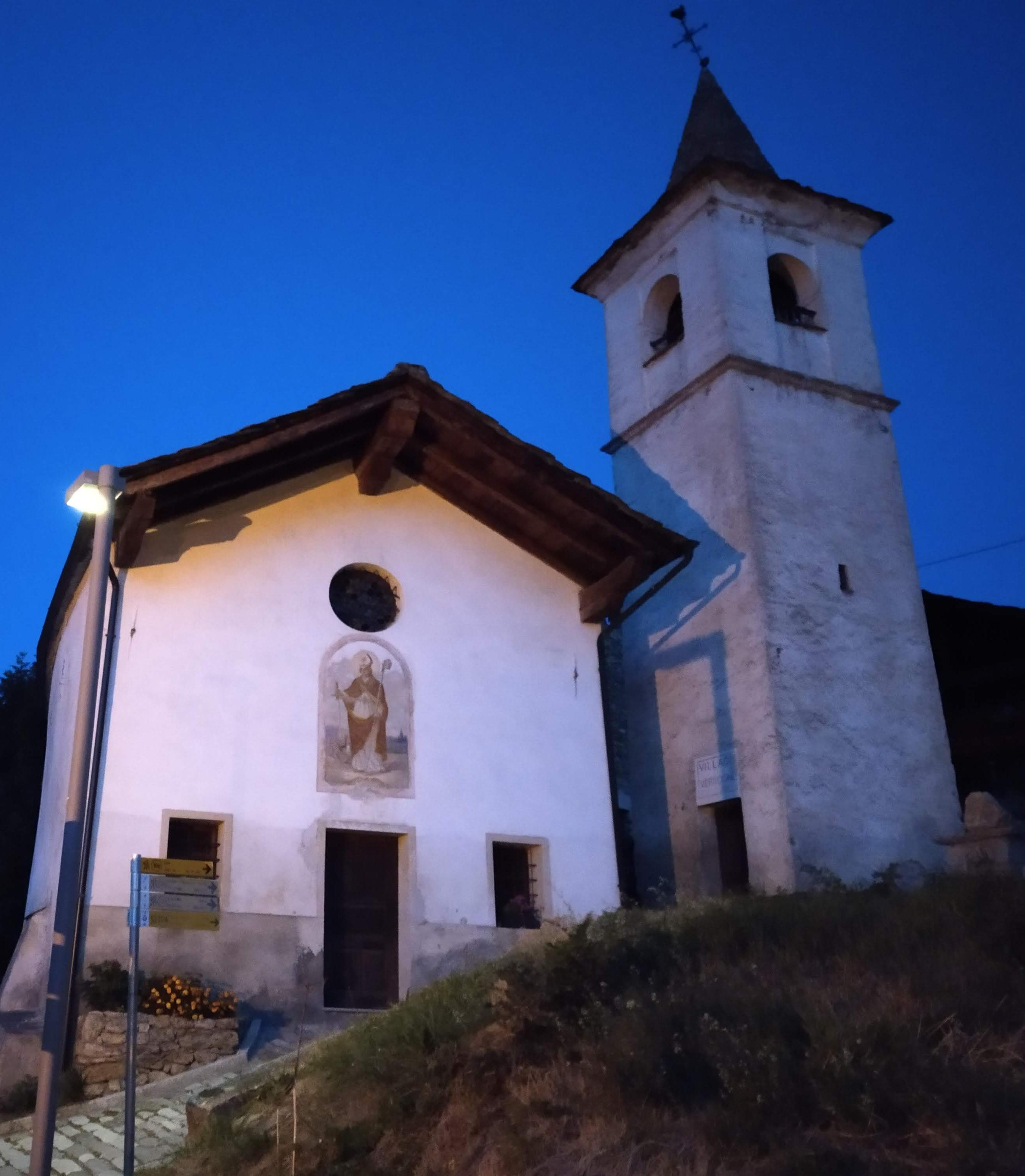
Cappella di Verrogne

### Architetture civili
- Château-Feuillet, complesso non fortificato, a dispetto del nome, voluto dalla famiglia Gerbore nel XIX secolo.

### Aree naturali
- Ambienti xerici di Mont Torrette - Bellon nei comuni di Saint-Pierre e Sarre, sito di interesse comunitario (cod. IT1205050, 49 ha).

## Società

### Evoluzione demografica
Abitanti censiti

### Lingue e dialetti
Come nel resto della regione, anche in questo comune è diffuso il patois valdostano.

## Cultura

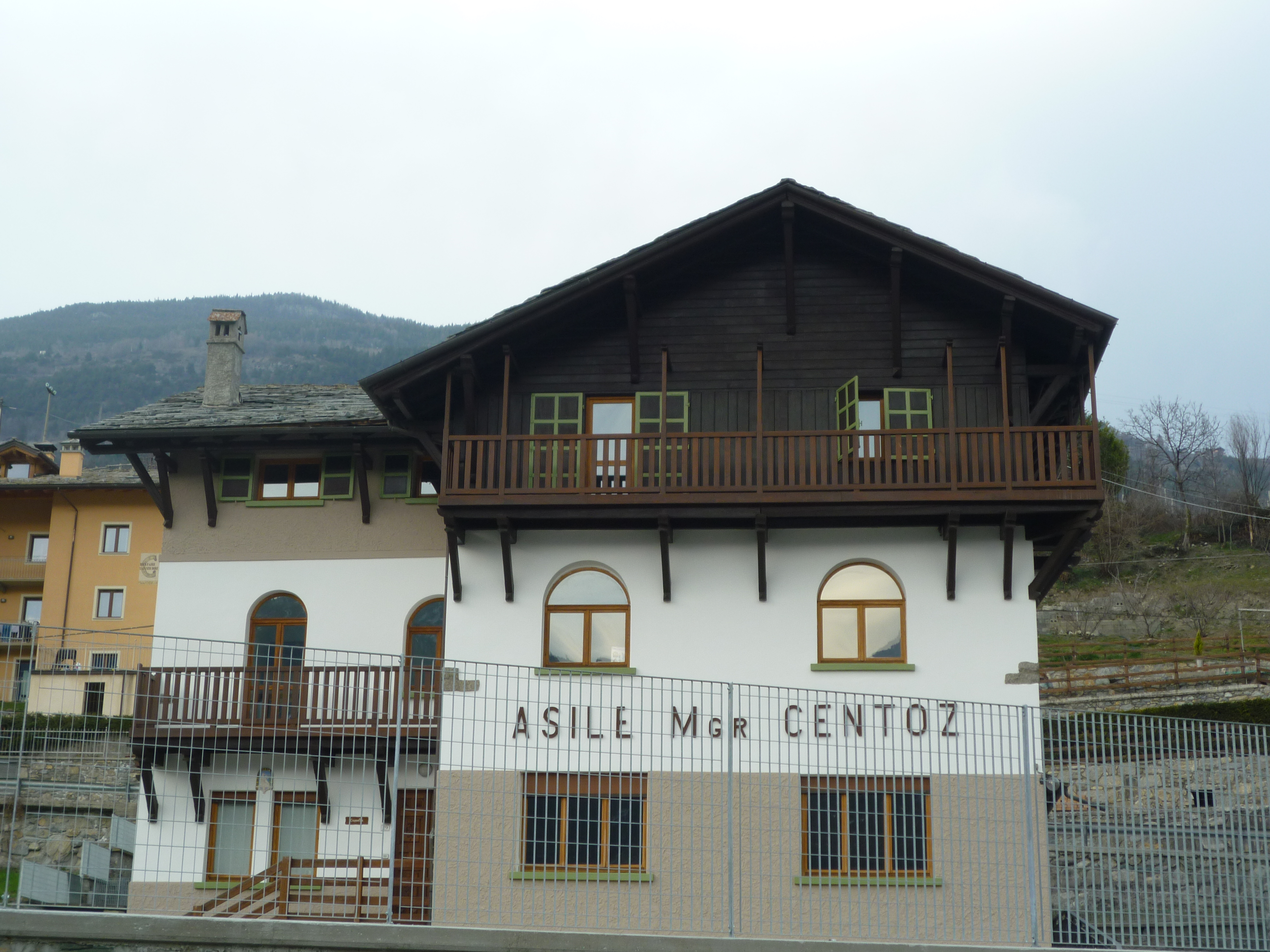
L'asilo Mgr. Centoz, sede della biblioteca comunale

### Biblioteche
In Via Corrado Gex 29 ha sede la biblioteca comunale.

### Musei
- Museo regionale di scienze naturali della Valle d'Aosta, presso il castello di Saint-Pierre, in località Tâche.

## Economia
Il comune spicca per la sua produzione agricola, caratterizzata dalla produzione di mele renette (varietà Canada) e di uva di alta qualità, grazie a un terreno ricco di minerali e di argilla.
Una delle zone agricole migliori è da sempre la località Torrette, una zona collinare a nord-nord-est del borgo di Saint-Pierre. Qui sono prodotti due vini DOC, il Valle d'Aosta Torrette e il Valle d'Aosta Torrette supérieur.
La cooperativa Cofruits riunisce i produttori agricoli locali, ne organizza la vendita al dettaglio nel centro commerciale in località Cognein, e promuove il marchio Pain de Coucou.

## Infrastrutture e trasporti

### Ferrovie
Saint-Pierre dispone di una propria stazione ferroviaria sulla linea ferroviaria Aosta - Pré-Saint-Didier.

## Amministrazione
Fa parte dell'Unité des Communes valdôtaines Grand-Paradis.

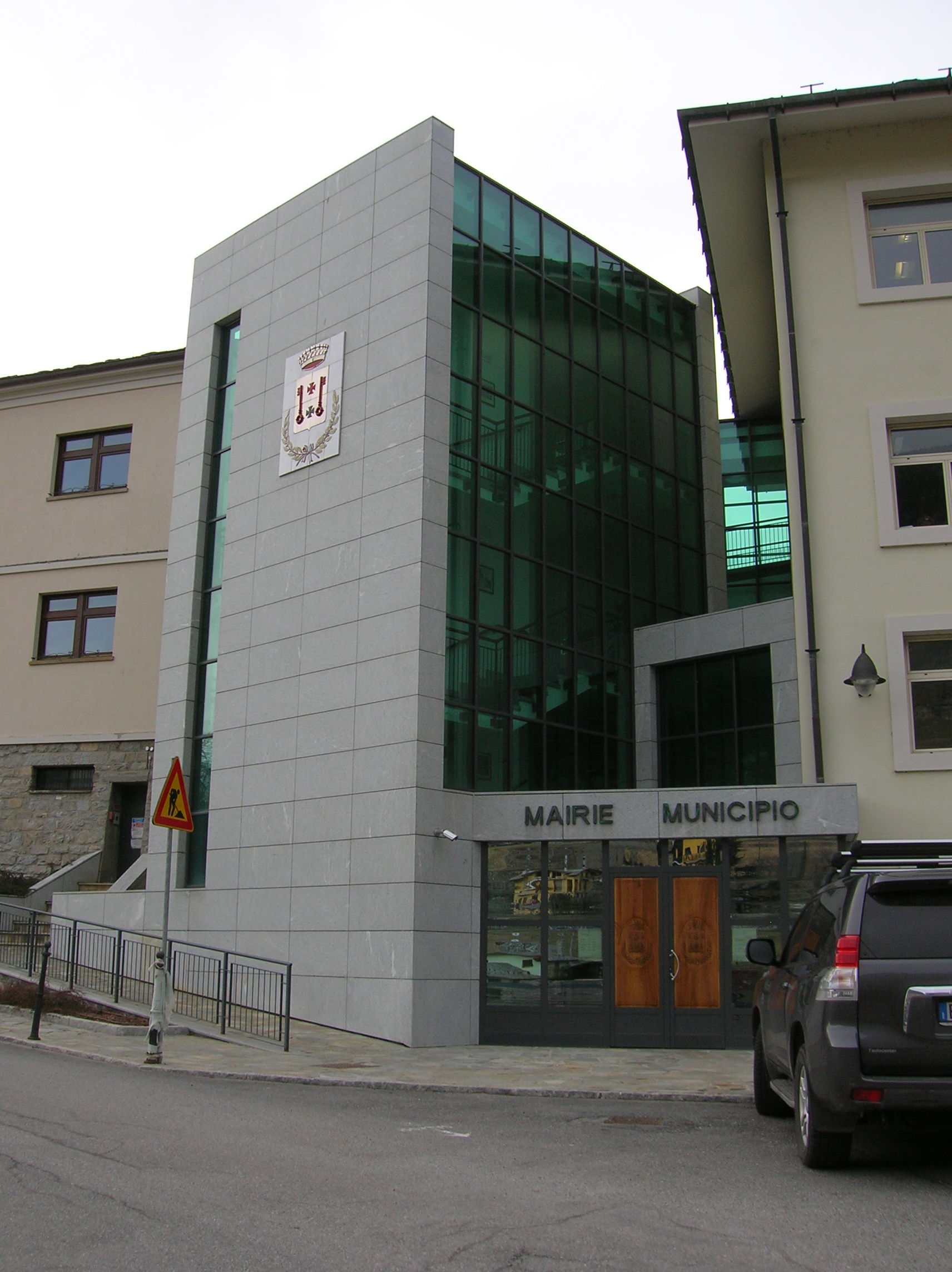
Il Municipio

Di seguito è presentata una tabella relativa alle amministrazioni che si sono succedute in questo comune.
| Periodo        | Periodo         | Primo cittadino           | Partito          | Carica  | Note          |
| -------------- | --------------- | ------------------------- | ---------------- | ------- | ------------- |
| 26 luglio 1985 | 21 maggio 1990  | Silvio Christille         | Union Valdôtaine | Sindaco | [ 15 ]        |
| 21 maggio 1990 | 31 marzo 1994   | Emilio Armand             | Union Valdôtaine | Sindaco | [ 15 ]        |
| 9 maggio 1994  | 29 maggio 1995  | Giuseppe Jocallaz         | Union Valdôtaine | Sindaco | [ 15 ]        |
| 29 maggio 1995 | 8 maggio 2000   | Giuseppe Jocallaz         | Union Valdôtaine | Sindaco | [ 15 ]        |
| 8 maggio 2000  | 9 maggio 2005   | Giuseppe Jocallaz         | Union Valdôtaine | Sindaco | [ 15 ]        |
| 9 maggio 2005  | 25 maggio 2010  | Giuseppe Jocallaz         | lista civica     | Sindaco | [ 15 ]        |
| 24 maggio 2010 | 11 maggio 2015  | Daniela Lale-Démoz        | lista civica     | Sindaco | [ 15 ]        |
| 11 maggio 2015 | 6 febbraio 2020 | Paolo Lavy                |                  | Sindaco | [ 15 ] [ 16 ] |
| 2020           | 2022            | Commissione straordinaria | -                | Sindaco | [ 15 ]        |
| 16 maggio 2022 | in carica       | Andrea Barmaz             | -                | Sindaco | [ 15 ]        |

### Gemellaggi
- Saint-Pierre-en-Faucigny, dal 1995.[19][20]

## Sport

### Sport popolari
In questo comune si gioca a palet, sport tradizionale valdostano.

### Calcio a 5
La locale squadra di futsal è l'Unione Sportiva Saint-Pierre ASD C5, militante nel campionato di Serie C Piemonte e Valle d'Aosta. È attiva anche nel settore femminile, nei campionati nazionali di categoria. Gioca le sue gare interne al Pala Grand Paradis, nel vicino comune di Aymavilles.